# Saburō Yokomizo
Saburō Yokomizo (jap. 横溝三郎 Yokomizo Saburō; ur. 9 grudnia 1939, zm. 14 listopada 2024) – japoński lekkoatleta, długodystansowiec.
Podczas igrzysk olimpijskich w Tokio (1964) odpadł w eliminacjach na 3000 metrów z przeszkodami z czasem 9:04,6.
Srebrny medalista uniwersjady w biegu na 5000 metrów (1959).
W 1962 zdobył dwa srebrne medale igrzysk azjatyckich (na 5000 metrów oraz 3000 metrów z przeszkodami).
Trzykrotny złoty medalista mistrzostw kraju (bieg na 5000 metrów – 1960 i 1961 oraz bieg na 3000 metrów z przeszkodami – 1961).
Trzykrotny rekordzista Japonii:
- bieg na 5000 metrów:
  - 14:14,8 (6 września 1959, Turyn)[8][9]
- bieg na 3000 metrów z przeszkodami:
  - 8:56,2 (2 lipca 1961, Tokio)[10]
  - 8:51,0 (15 września 1963, Hamm)[10]

## Rekordy życiowe
- Bieg na 3000 metrów z przeszkodami – 8:46,0 (1964)